# Pseudomirufens
Pseudomirufens is een geslacht van vliesvleugeligen uit de familie Trichogrammatidae. De wetenschappelijke naam van dit geslacht is voor het eerst geldig gepubliceerd in 1998 door Lou.

## Soorten
Het geslacht Pseudomirufens is monotypisch en omvat slechts de volgende soort:
- Pseudomirufens curtifuniculus Lou & Yuan, 1998